# Маньючи, Чарльз
Чарльз Маньючи (родился 19 ноября 1989 г.) — профессиональный боксёр из Зимбабве, непродолжительное время обладавший серебряным титулом WBC в полусреднем весе .
Маньючи дебютировал в профессиональных боях в 2009 году, а в 2013 году завоевал титул чемпиона ABU в полусреднем весе. В 2014 году он выиграл титул WBC International в полусреднем весе против Патрика Аллотея. Он успешно защитил свою корону WBC в Лусаке против Девиса Касереса. В 2014 году он был удостоен награды «Спортсмен года Зимбабве». Он провел еще одну успешную защиту пояса WBC International против Джанлуки Фреззы в родной для последнего Италии.
Маньючи продолжил свою карьеру, победив Дмитрия Михайленко в Екатеринбурге за серебряный титул WBC . Маньючи выиграл бой единогласным решением судей (118—110, 116—114, 115—113). Серия Маньючи из 17 побед подряд подошла к концу в бое против Кудратилло Абдукахоровым, проиграв техническим нокаутом (ТКО) в первом раунде после того, как дважды падал. Маньючи издевался над Абдукахоровым перед боем, говоря, что он был «в другой лиге», в то время как его менеджер утверждал, что они уже планировали драться за титул чемпиона мира по версии WBC. Абдукахоров заявил, что Манючи был «слишком самоуверенным».
С тех пор Маньючи перешел в средний вес и является действующим чемпионом WBF в среднем весе после того, как нокаутировал аргентинца Диего Галлардо в Хараре.
Чарльз — первый чемпион мира из Зимбабве.

## Рекомендации
1. ↑  Mthethwa, Sukoluhle (17 марта 2014). Manyuchi is WBC champion. Southern Eye. Архивировано 27 мая 2022. Дата обращения: 18 декабря 2014.
2. ↑  Dube, Lovemore (24 ноября 2014). Charles Manyuchi retains WBC title. Chronicle. Архивировано 2 апреля 2023. Дата обращения: 18 декабря 2014.
3. ↑  Mhara, Henry (18 декабря 2014). It's Manyuchi, at last!. NewsDay. Архивировано 2 апреля 2023. Дата обращения: 18 декабря 2014.
4. ↑  Munetsi, Gilbert (20 июля 2015). Unstoppable Charles...champion Manyuchi retains WBC belt. The Herald. Архивировано 24 сентября 2022. Дата обращения: 20 июля 2015.
5. ↑  Manyuchi Bashes Russia's Dmitry Mikhaylenko - ZimEye. www.zimeye.net. Дата обращения: 2 апреля 2023. Архивировано 16 ноября 2017 года.
6. ↑  Abduqaxorov knocks out Manyuchi. Дата обращения: 2 апреля 2023. Архивировано 24 октября 2022 года.
7. ↑  Manyuchi mocks challenger Abduqaxorov. Дата обращения: 2 апреля 2023. Архивировано 16 ноября 2017 года.
8. ↑  Boxer Abduqaxorov out to punish 'overconfident' Manyuchi (23 марта 2017). Дата обращения: 2 апреля 2023. Архивировано 2 апреля 2023 года.
9. 1 2  Manyuchi makes history. The Herald. Дата обращения: 30 сентября 2019. Архивировано 2 апреля 2023 года.